# Bujalance
Bujalance es un municipio y localidad española de la provincia de Córdoba, en la comunidad autónoma de Andalucía. Ubicado en la campiña de Córdoba, el término municipal cuenta con una población de 7134 habitantes (INE 2024). A mediados del siglo XVII se le concedió el título de ciudad. Se encuentra situada a una altitud de 357 m sobre el nivel del mar, altura de los cerros de Jesús, San Benito y Santiago (casco urbano) y a 42 km de la capital de provincia, Córdoba.

## Etimología
Se suponen varios nombres para la ciudad durante la época romana. Para algunos fue Calpurniana, para otros Bursabolis, Borjalimar o la célebre Colonia Baetis. Otros creen que el topónimo actual nace de los términos Vogia y Laos (el pueblo de Vogia). A todos los efectos son meras suposiciones, basadas en especulaciones y que carecen de certificación científica, bien arqueológicas o literarias fehacientes.
Los árabes la llamaron Burŷ al-Hanašh, que significa 'Fortaleza de la Culebra'. Se preferencia el término fortaleza al de torre, pues torre en lengua árabe es Manar, de ahí Alminar Manara (faro). De ahí derivaría el nombre actual: Burialhanç, Burialhançe, Buxalançe, Buxalanze, Buxalance, Bujalance.

## Geografía
Pertenece a la comarca del Alto Guadalquivir, sin embargo esta organización o reorganización territorial es muy reciente (1987/88), históricamente desde la lejana fecha califal de su fundación Bujalance ha sido cabeza de partido judicial que agrupaba a los municipios del Carpio, Cañete de las Torres y Pedro Abad, además del propio Bujalance. En el término municipal se encuentran los núcleos de población de Bujalance (donde se concentra la amplia mayoría) y Morente (con alrededor de 100 vecinos).
El paisaje es el típico de la campiña alta de Córdoba, con suaves colinas muy fértiles dedicadas sobre todo al monocultivo del olivar (más del 90 % del terreno cultivado) y a cultivos de secano, donde existen el hábitat rural típico andaluz, el cortijo, y restos arqueológicos íberos, romanos, visigodos, etc. que dan muestra de que estas fértiles tierras, de aguas subterráneas abundantes fueron ocupadas desde hace siglos. Las tierras están constituidas de materiales blandos y muy recientes, en su mayoría margas miocénicas, que han originado un paisaje con una topografía suave, con pendientes débiles y donde resaltan algunos cerros, testigo como por ejemplo el emplazamiento de la ciudad. El clima es mediterráneo continental, con inviernos templados y veranos secos y calurosos, las lluvias irregulares con sequía estival.
Se ha dicho de esta ciudad que es "el típico pueblo-fortaleza señorial andaluz donde abundan la cal y los escudos".
| Noroeste: Pedro Abad y El Carpio    | Norte: Pedro Abad, Montoro y Villa del Río   | Noreste: Villa del Río y Lopera     |
| Oeste: El Carpio y Córdoba (España) |                                              | Este: Lopera y Cañete de las Torres |
| Suroeste Córdoba (España)           | Sur: Córdoba (España) y Cañete de las Torres | Sureste: Cañete de las Torres       |

## Otros núcleos de población
- Morente
- Belmonte (caserío), villa despoblada en el siglo XVIII
- La Cruz (caserío)
- Dehesa de Potros (caserío)
- Los Leones (caserío)
- María Aparicio (caserío)

## Historia
El protagonismo que ha tenido Bujalance y su término municipal en la historia se debe fundamentalmente a su localización, en medio del camino natural hacia el sur de la península ibérica y a su suelo, muy fértil y rico en aguas subterráneas.

### Prehistoria
Los restos más antiguos que se han podido hallar en Bujalance se remontan al inicio de la Edad de los Metales, al Calcolítico, como un hacha de fibrolita encontrada al sur de Belmonte. No sería extraño que se encontraran restos más antiguos, dada su localización en el centro de las vías de comunicación naturales entre Córdoba y Jaén y por la cercanía del término municipal de Cañete de las Torres, donde los restos son más variados.

### Edad Antigua

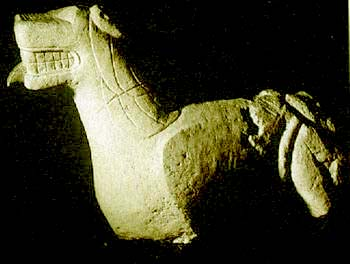
León de Bujalance

De la época prerromana se han hallado algunos restos en el término municipal, entre los que destacan varios ejemplos de arte ibérico como una escultura de un perro o felino llamada León de Bujalance que data del siglo V a. C., de tipo funerario y etnográficamente dentro del marco de la Turdetania o una fíbula de plata con escena de caza. Las cerámicas ibéricas encontradas están decoradas a bandas, en algún caso grises y a veces, con formas específicas como caliciformes. Todas las culturas de la Bética han demostrado su asentamiento aquí. 
En época romana, lo que hoy es Bujalance sería un cruce de caminos y zona de descanso de viajeros. Por el actual núcleo de población pasaba la calzada romana que unía Corduba (Córdoba) con Obulco (Porcuna) y Obulco con Epora (Montoro). Su población más cercana es Cañete de las Torres  de origen romano, como las anteriores, cuyo nombre era Calpurnia. Las comunicaciones hacia el sur pasaban por lo que hoy es Bujalance y tenían como meta una serie de poblaciones íbero-romanas. Asimismo, las tierras bujalanceñas se verían afectadas por el fenómeno de implantación rural que se manifestó en la proliferación de villas (hay una veintena catalogadas). Para algunos historiadores, el Bellum Hispalense, obra escrita por un testigo presencial desconocido y por los historiadores romanos Dion Casio y Floro y que trata el tema de las guerras entre Julio César y Pompeyo en tierras béticas, puede arrojar algo de luz en el pasado romano del término Bujalance (si bien tal nombre no responda en absoluto a esa época). En esta guerra, las tropas pompeyanas se hicieron fuertes en Obulco y César tuvo que retroceder por la calzada que pasa por el actual Bujalance. La parte final de estas guerras se desarrolló en la campiña cordobesa, hasta la derrota final del bando pompeyano en Munda (Montilla).
Hubo varios núcleos de población indígena (muchos de ellos de localización incierta) que tuvieron que padecer estas guerras, entre ellos Bursabo, Bursabola o Bursabolis, que "posiblemente" se tratara de Bujalance pero del cual no existen ni evidencias formales ni arqueológicas que lo acredite. César dio categoría de colonias latinas a todas las poblaciones que le prestaron ayuda en su guerra contra Pompeyo. De este modo, algunos la identifican con la célebre y tal vez imaginaria Colonia Baetis nombrada por Estrabón, Plinio el Viejo y Pomponio Mela ("que si bien no era comparable con Cádiz por el comercio, le aventajaba en honor y en el número de soldados que César envió a ella cuando la hizo sin duda colonia"). Para otros historiadores, se trata de Calpurniana, ciudad fundada por Calpurnio Pisón (que se situaría sin embargo entre Bujalance y Cañete de las Torres). Para otros fue la ciudad que Ptolomeo presenta entre las mediterráneas túrdulas con el nombre de Vogia, asignándole 9° de longitud y 38°30′ de latitud, el topónimo actual sería el formado por las raíces Vogia y laos, "el pueblo de Vogia"(ciudad romana por los sepulcros, acueductos, lápidas, monedas, capiteles, basas, pedazos de columnas de precioso mármol y otros fragmentos de obras de aquella época, encontrados en el sitio que ocupa hoy y en sus inmediaciones).
Fuera como fuere, el pasado romano de la ciudad es muy discutible. Son muy abundantes en los alrededores del casco urbano y en el término municipal los restos romanos: sepulcros, lápidas, monedas, trozos de columnas, de capiteles y de restos de mosaicos. Podríamos destacar una lápida encontrada entre Morente y Bujalance da fe de que estas poblaciones estuvieron afiliadas a la tribu Quirina y no a la tribu Galería, como Corduba, Epora y Obulco. Otra lápida funeraria hallada en Bujalance es interesante porque el difunto, Cornelio Corneliano, está relacionado con Publio Valerio Lucano. Otro sepulcro lleva una media luna, símbolo de Hécate o Proserpina. Ramírez de Arellano dijo ver también candelabros férreos que pueden mostrar una habitación romana de gente acomodada. No hay certeza absoluta sobre un núcleo urbano en época romana.
Todo lo anterior parece indicar que en época romana, lo que hoy conocemos como "Bujalance" simplemente no existía y que cuantos hallazgos dispersos se localizan en el actual término de Bujalance obedecen a la riqueza y feracidad de sus tierras y el conjunto de caminos y vías de importancia regional, comarcal y local ya mencionados, propiciando la instalación de villas que salvando las distancias podrían asimilarse a nuestros actuales "cortijos", muy apreciados y característicos en época romana y con posterioridad en época musulmana en que ya SÍ poseemos documentación y referencias científicas de su fundación. No existe documento ni literario ni arqueológico a día de hoy que pueda garantizar de forma empírica la existencia de un núcleo urbano datable en época romana, todos los datos demostrables proceden de época musulmana, el mismo topónimo Fortaleza de la culebra hace referencia a su fortaleza claramente de época califal. Bursavo, Bursabo, Bursabolis, etc. es mera especulación latinista completamente desechada a efectos históricos constatables. Es en época musulmana donde Bujalance adquiere plena identidad como núcleo poblacional y origen cierto del actual municipio de Bujalance.

### Edad Media
Para la época de la invasión musulmana (711) el entorno de lo que hoy es Bujalance, era una extensión de bosque mediterráneo regado por grandes cantidades de arroyos y manantiales salpicado de espacios más o menos amplios de tierras de cultivo en torno a haciendas de más o menos envergadura, muy similares en concepto a lo que hoy sería un cortijo de primeros del siglo XX tipo "María Aparicio". Construyeron (por orden de Abderramán III) el castillo Burŷ al-Hanašh (Torre de la culebra) para vigilar los caminos que se dirigían a Qurtuba (Córdoba), alrededor del cual se extendió paulatinamente el núcleo urbano, buscando la población diseminada del entorno, la protección del destacamento militar o "ŷund", pasando rápidamente a convertirse en alcázar ( con toda probabilidad en época del Hayib al Mansur), al poder dar protección y cobijo a la población que se estableció a su amparo. Del alcázar y de su nombre proceden el escudo y el actual topónimo de la ciudad y podemos decir con todas las precauciones necesarias que es en Abd al-Rahman III al-Nasir li Din donde encontramos al fundador cierto de Bujalance en el 935. Es a partir de esa fecha donde las noticias que de Bujalance se poseen son científicamente constatables.
Según el geógrafo oriental al-Muqaddasi, Burŷ al-Hanašh era uno de los trece distritos (rustaq) de Córdoba, situado entre Balad Marwan (Maruanas, El Carpio) y Bulkuna (Porcuna): "tiene muchas tierras de sembradura. Es llana y sus habitantes beben agua de sus pozos. Tiene un Burŷ (fortaleza) de piedras o sillares con un arrabal que le rodea. La mezquita alhama está junto al alcázar y los zocos en el arrabal" información probable según la tradición andalusí. Nunca una mezquita mayor se construye dentro del alcázar, La mezquita mayor de Medina Azahara está junto al Alcázar , pero en su exterior; la mezquita mayor de Córdoba está junto al antiguo alcázar Califal, pero en su exterior. La mezquita mayor de Burŷ al-Hanašh estaba junto al Burŷ, pero en su exterior (la actual iglesia de la Asunción) cuyo mihrab estaba situado en lo que actualmente es la puerta de acceso a la derecha del altar mayor.
Sin duda, su importancia estratégica era considerable, pues hasta el siglo XIII se vino usando la calzada romana que unía Córdoba con la comarca de Cástulo (cerca de Linares), además de coincidir con el primer tramo del camino que iba de Córdoba a Pechina por Jaén, de una gran importancia comercial. Bujalance adquiere su personalidad histórica de forma muy temprana, pues si en 935 el Califa Abd al Rahman III manda construir el Bursh para la mejor vigilancia de la capital del naciente Califato, dado que la capital del "rustaq" (distrito) esta nominalmente en "Murat" actual Morente, en época de Almazor, aparece al Bursh al Hanash como capital de Rustaq ( distrito).Con toda probabilidad como capital de distrito pasa rápidamente a ampliarse el propio bursh (torre) que en sus orígenes era simplemente la torre que da acceso a la actual fortaleza a dotarsele del conjunto de murallas y torres que posee en la actualidad, así como de la Mezquita Mayor o Alhama con el suntuoso alminar que se mantuvo durante siete siglos oteando orgulloso el cielo de Bujalance, hasta que en el siglo XVIII fuera sustituido por la actual torre campanario de la Asunción. Al ser construido en época de Almanzor, tenemos que ir a los alminares cordobeses de su época, así encontramos que el modelo que sirvió para la construcción de todos los alminares Amiríes lo encontramos en el aminar de San Juan en la plaza el mismo nombre de la capital cordobesa. Con toda probabilidad es el mismo modelo que sirvió para la construcción del alminar de la Mezquita de Abú Uthman en la calle Rey Heredia de la propia capital califal. Constaría de dos cuerpos, el primero con cuatro parteluz, uno situado en cada cara del alminar de planta cuadrada, parteluz con dos arcos de herradura y tres columnas, sirviendo la central de "parteluz", rematado el primer cuerpo por siete pequeños arcos de herradura que darían paso al cierre rematado por el pertinente  almenado sirio. Un segundo cuerpo compuesto por una linterna de cuatro arcos de herradura, rematada con cúpula y almena siria con yamur de tres bolas.
El rey Fernando III conquistó la fortaleza el 23 de julio de 1227, ordenando este "purificar" la mezquita mayor, destinándola a iglesia bajo la advocación de Nuestra Señora de la Asunción, con lo cual no queda la menor duda de que la iglesia de la Asunción es en realidad la mezquita mayor de Burŷ al-Hanašh. En 1260 aparecen en el Libro de Tablas de la catedral de Córdoba las grafías Burialhanç o Burialhançe para referirse a la delimitación de su parroquia. Estas grafías aseguran la etimología del topónimo Bujalance (Buxalançe o Buxalanze). Burialhanç quedó como villa de realengo dentro del concejo de Córdoba. En 1594 se separa del señorío de Córdoba por 80.000 ducados y más tarde en 1630 adquiere el título de ciudad, otorgado por Felipe IV, a cambio de 40.000 ducados.

### Edad Moderna
En el siglo XV, la villa había sido sometida a varios desórdenes, como los alborotos de 1428 o el levantamiento anticonverso de 1473. En 1466, el rey Enrique IV concedió a Diego Fernández de Córdoba (conde de Cabra) el título de vizconde de Bujalance, título que nunca llegó a ostentar por la fuerte oposición de la villa, pues nunca había reconocido ni reconoció a ninguna autoridad que no fuera la Corona castellana. En la segunda mitad del siglo, la villa experimenta un espectacular aumento demográfico y llega a ser -detrás de Córdoba- la villa de realengo con mayor población (1449 vecinos), superada solamente por las villas señoriales de Baena y Lucena (1530). 
En 1578 consiguió tras largas luchas una célula real que permitía al pueblo, previo pago de 40 000 ducados, nombrar a sus propios regidores. En 1594 compra su independencia de Córdoba por 80 000 ducados y Felipe IV le concede el título de ciudad en 1630. También este monarca le concede una feria anual en 1638 y un mercado semanal los sábados. La peste azotó Bujalance en 1583, dejando algunos barrios despoblados, como el de San Benito.
Los siglos XVII y XVIII coinciden con una época de esplendor económico para Bujalance gracias a una floreciente industria de paños de la que quedan recuerdos en la ciudad, como nombres de calles, etc. Bujalance colaboró a expulsar a los ingleses de Andalucía en 1626, a sofocar la revuelta de Cataluña en 1640 y 1645, con la guerra con Portugal (1656-1657) y con la Guerra de Sucesión en 1704. En 1738, la fiebre catarral pútrido-maligna mató a un millar de personas en apenas dos meses. En el plano cultural, cabe destacar las dos Cátedras de Gramática que posee la ciudad en el siglo XVIII.

### Edad Contemporánea

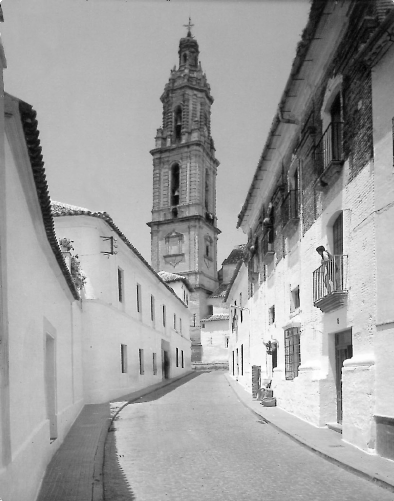
Calle Mesones

Ya en el siglo XIX destaca la participación de numerosas partidas de guerrilleros formadas por sus vecinos durante la Guerra de la Independencia y de su Milicia provincial en la célebre batalla de Bailén. La bandera actual del municipio se inspira en la que usó el batallón de Bujalance en esta batalla. También en la primera mitad del siglo XIX destacan los abusos de las partidas de bandoleros gracias a su situación privilegiada próxima al camino real a Madrid. La economía durante esta centuria se basa en el sector agropecuario y en una tímida industria textil de paños bustos y entrefinos en los primeros decenios del siglo.
En el primer tercio del siglo XX destaca la gran capacidad de organización del movimiento obrero campesino, de profundas ideas anarco-sindicalistas. Bujalance llegó a ser uno de los bastiones anarquistas de la provincia de Córdoba durante la Segunda República Española, nombrada meca del anarquismo por el semanario madrileño "La Estampa". De este modo, durante dicho periodo republicano, fue una de las zonas campiñesas con mayor conflictividad social. Los sucesos más famosos acontecieron durante el mes de diciembre de 1933, cuando se produjo con auténtico levantamiento revolucionario, que fue duramente sofocado por la Guardia Civil. Hubo más de doscientos detenidos y bastantes muertos. El triunfo del golpe de Estado de 1936 en Bujalance fue más tardío que en otras localidades de su entorno. La Guardia Civil se acuarteló el 18 de julio y pocos días más tarde acataron a las autoridades del Frente Popular. El comunismo libertario triunfó entre los sindicalistas de Bujalance. Tras permanecer varios meses el municipio en el territorio leal a la República, finalmente el ejército nacional realizó la Campaña de la Aceituna en la que tomaron Bujalance el día 21 de diciembre de 1936 tras haber algunos combates en el pueblo y haber finalizado la retirada de las tropas republicanas. Los combatientes junto a los habitantes leales a la república que decidieron quedarse fueron duramente represaliados. Sin embargo, Bujalance fue cuna de uno de los más célebres grupos guerrilleros de Sierra Morena una vez acabada la guerra civil española, el grupo de "los Jubiles".

## Lugares de interés turístico y cultural
Aunque todo el casco antiguo de la ciudad fue declarado conjunto histórico-artístico por el Consejo de Ministros el 27 de julio de 1983 gracias a su homogeneidad y por ser un notable ejemplo de arquitectura típica andaluza, de clara herencia árabe y que conserva casi intacta la tipología del Barroco, y ha sido recientemente nominado para la elección de las Siete Maravillas de Córdoba, hay que destacar los siguientes puntos:

### Alcázar de Bujalance

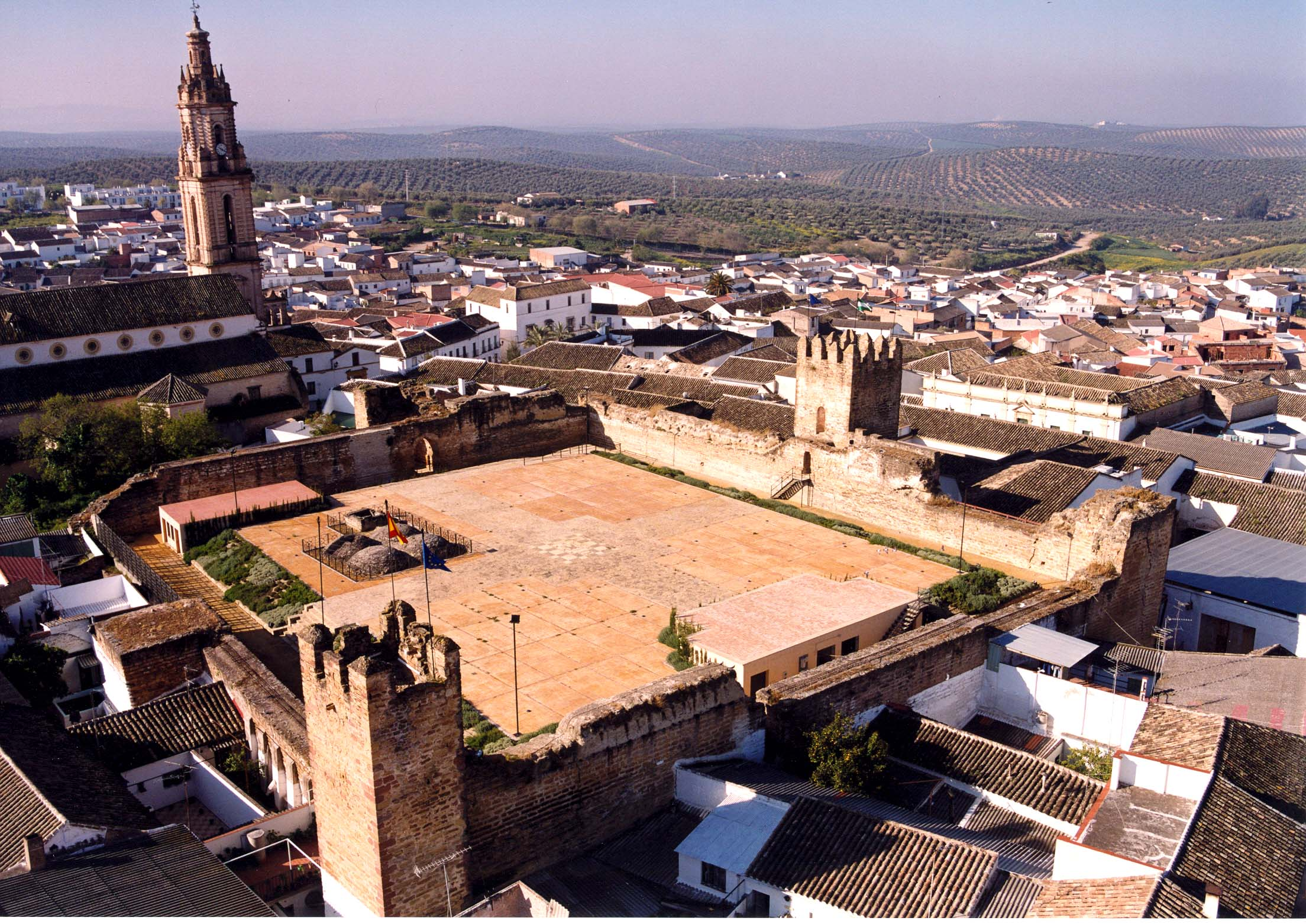
Castillo de Bujalance

Construido en el siglo X, exactamente en el año 935 durante el Califato de Abderrahmán III, es un claro ejemplo de arquitectura militar musulmana de al-Ándalus; en consecuencia se produce una contradicción , puesto que el término ALCAZABA es la castellanización de la CASBA o "ciudad musulmana intramuros". Nunca la fortaleza de Bursh al Hanash sirvió como "ciudad" o "Madina". El nombre real para definir la función del edificio es la de ALCÁZAR. Su función es de Defensa MILITAR del territorio. Posteriormente sufrió varias reformas, la última en 1512 para la cual la reina Juana I de Castilla mandó que se pagasen los gastos. Tiene planta rectangular con 59 m de norte a sur y 51 m de este a oeste. Su primitivo nombre, Burŷ al-Hanaš (Torre de la Serpiente) y el hecho de que tuviera siete torres dieron lugar al topónimo actual de la ciudad y a su escudo de armas. De estas siete torres, quedan solo tres en pie, la de la Mazmorra, la del Malvavisco y la de las Palomas. En 1963, el Ministerio de Cultura lo declara Monumento Histórico Artístico. Actualmente su patio de armas se usa como espacio cultural y se encuentra en un proceso de catalogación, restauración y reconstrucción, destacando el Festival de Teatro, Música y Danza (Noches en la Alcazaba) y la Cena Andalusí durante los meses de verano. El término Alcazaba fue acuñado en época de Antonio Luis Salinas en la alcaldía, pero es evidente que el término es una denominación arbitraria y política ya que no corresponde a la terminológía específica al uso histórico del edificio. La denominación, en virtud del auténtico cometido histórico queda por ser adoptado políticamente por la corporación y responde al término de alcázar.

### Iglesia de Ntra. Sra de la Asunción

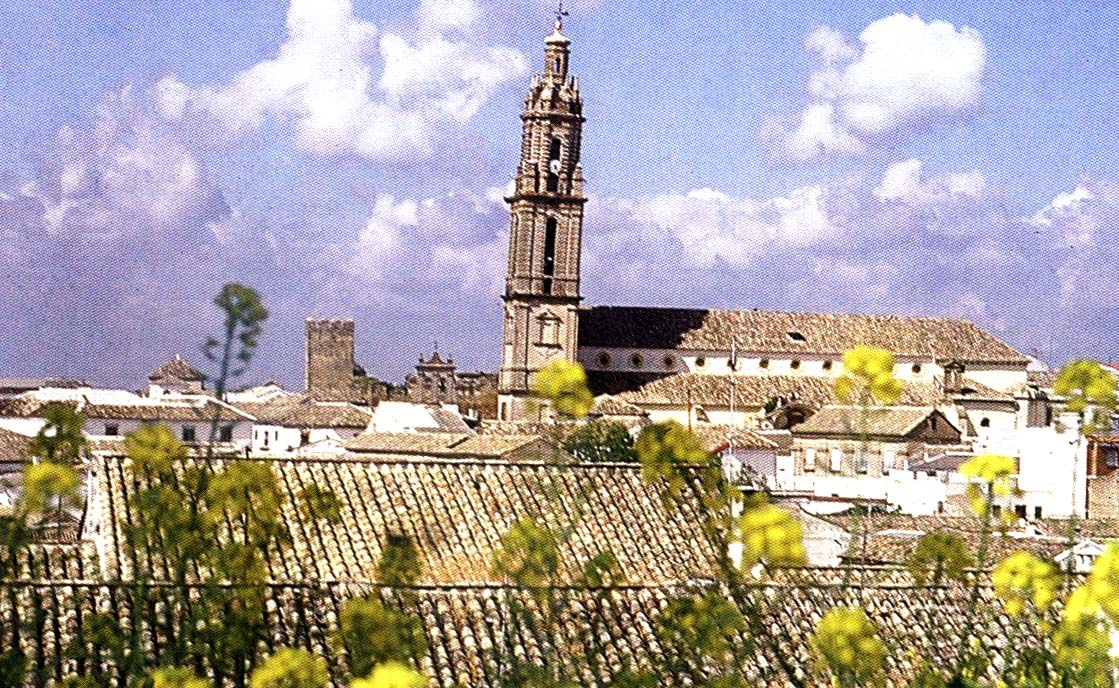
Torre inclinada de la Asunción "El espárrago" (parroquia de Nuestra Señora de la Asunción).

Su origen está en la iglesia que se levantó sobre la antigua mezquita. De estilo gótico-renacentista, sus bóvedas, pilares y arcos son de estilo ojival y se atribuyen a Hernán Ruiz, el Viejo, a Hernán Ruiz, el Joven (1556) y Hernán Ruiz III. 
. En realidad la iglesia de la Asunción como popularmente es conocida por los bujalanceños, es el solar de la antigua mezquita mayor de Burŷ al-Hanaš y la torre campanario edificada en el siglo XVIII, en el solar que ocupaba el alminar, como lo demuestra grabados de la ciudad del siglo XVII. 
El impresionante retablo mayor renacentista, data del siglo XVI y está atribuido a Guillermo de Orta y a Andrés de Castillejo, con pinturas de Leonardo Enríquez de Navarra. 

### Parroquia de San Francisco

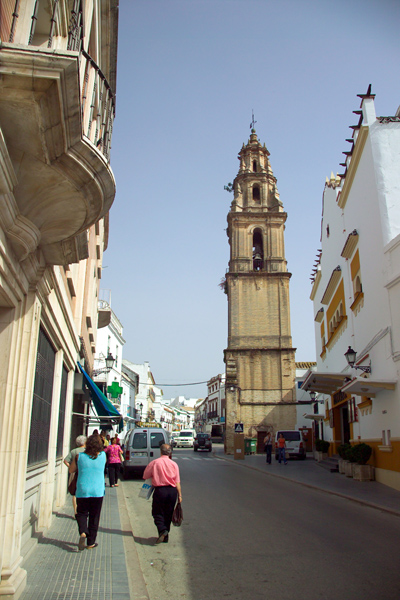
Torre barroca de San Francisco y Teatro Español a la derecha

Fue considerada una joya del arte barroco andaluz. Data de 1530, aunque fue incendiada en 1936 y reconstruida en 1952. Lo más importante del conjunto es el patio de entrada rodeado de cadenas, la capilla lateral neobarroca de la Inmaculada Concepción del Voto (patrona de la ciudad) y la gran torre barroca de ladrillo (33 m) construida en el siglo XVIII, de cinco cuerpos.

### Casa consistorial, arco y plaza Mayor (ode los Naranjos)
Restaurado recientemente, el ayuntamiento fue construido en 1680 durante el reinado de Carlos II. Destacan el balcón corrido de 18 m, que enlaza con el de la parroquia de la Asunción, los escudos de piedra de la fachada (el central de España y los laterales de la ciudad), el callejón abovedado (el Arco) que se abre en un extremo y que da acceso a la calle del Pósito municipal y varios de los objetos que decoran su interior: unas mazas de plata del siglo XVII que portan los maceros de la ciudad en los actos oficiales, así como obras realizadas por el pintor Francisco Benítez Mellado. La casa consistorial preside el conjunto arquitectónico de la plaza Mayor (popularmente conocida como Plaza de los Naranjos), que tras su última restauración en 2006 ha recuperado el aspecto que tenía en la década de 1920. Se trata de una plaza rectangular, llena de naranjos y empedrada con piedra de Porcuna. Los edificios que la rodean suelen ser simples, encalados de blanco y de dos plantas con balcones corridos, lo que hace que tenga un aspecto más o menos homogéneo, buen ejemplo de arquitectura popular andaluza.

### Casas señoriales

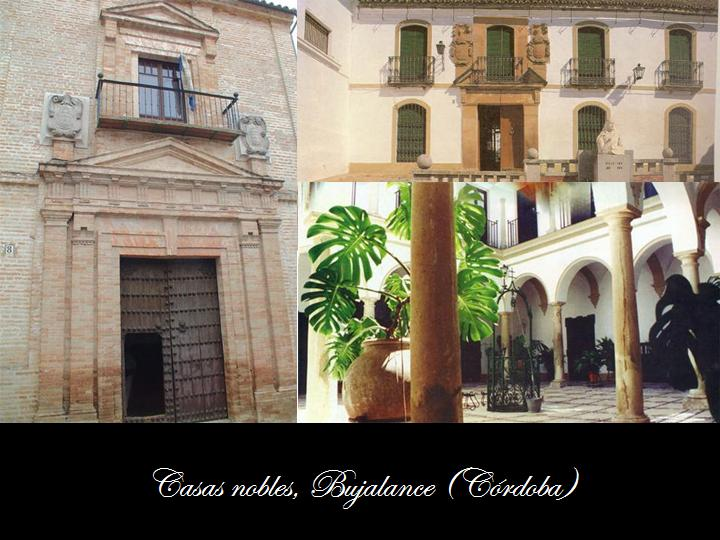
Interior y exterior de algunas casas nobles

Bujalance es una de las ciudades cordobesas con una mayor aglomeración de casas nobles y palacetes en su casco urbano. Aproximadamente medio centenar cuentan con blasones nobiliarios de piedra en su fachada (normalmente labrada en piedra o ladrillo y con un balcón sobre la puerta). La portada suele ser de piedra, aunque también las hay de ladrillo, como la del conde Colchado. La construcción de estas casas data sobre todo de los siglos XVII y XVIII (aunque existen algunas del siglo XIX) coincidiendo con la época de esplendor económico de la ciudad.

### Monasterio de San José y Santa Teresa

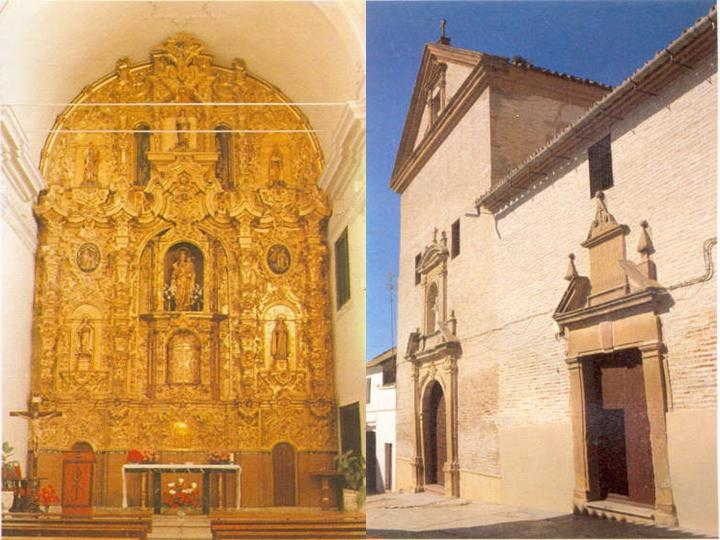
Interior y exterior del Monasterio de San José y Santa Teresa

Fundado en 1708, su iglesia está formada por una sola nave. Merece especial mención el retablo mayor barroco de madera tallada y policromada, considerado un bello exponente del rococó cordobés; así como varias pinturas y muestras de orfebrería cordobesa del siglo XVII. La comunidad monacal pertenece a la Orden de las Carmelitas Descalzas.

### Hospital de San Juan de Dios

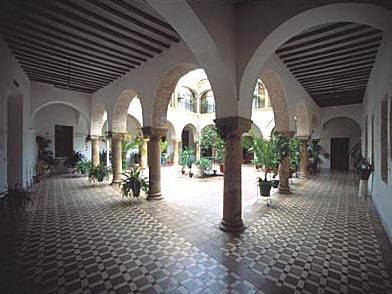
Patio claustral del Hospital de San Juan de Dios

Fue fundado en 1542. Destaca el patio claustral del siglo XVII, con arquerías de ladrillo sobre columnas con arcos de medio punto peraltados en la planta baja. Merece especial mención la iglesia del hospital, del siglo XVII. Es de cajón con bóveda rebajada y lunetos. Conserva en sus muros pinturas de Antonio de Contreras (siglo XVII).

### Ermita de la Vera Cruz
De sencillo estilo andaluz, es una pequeña ermita que data de 1575 y que ha sufrido varias reformas posteriormente, la última tras la Guerra Civil, en la que tuvo que ser reconstruida parcialmente. Guarda el patrimonio de una de las cofradías más antiguas e importantes de Bujalance, la Muy antigua y Franciscana Cofradía de la Vera Cruz. Entre las obras de arte a destacar, hay que señalar un San Juan Bautista, vinculable al círculo del granadino Alonso de Mena y diversas tallas (la Oración en el Huerto, el Rescatado o la Esperanza) del escultor Martínez Cerrillo.

### Ermita de Ntro. Padre Jesús Nazareno y parque de Jesús

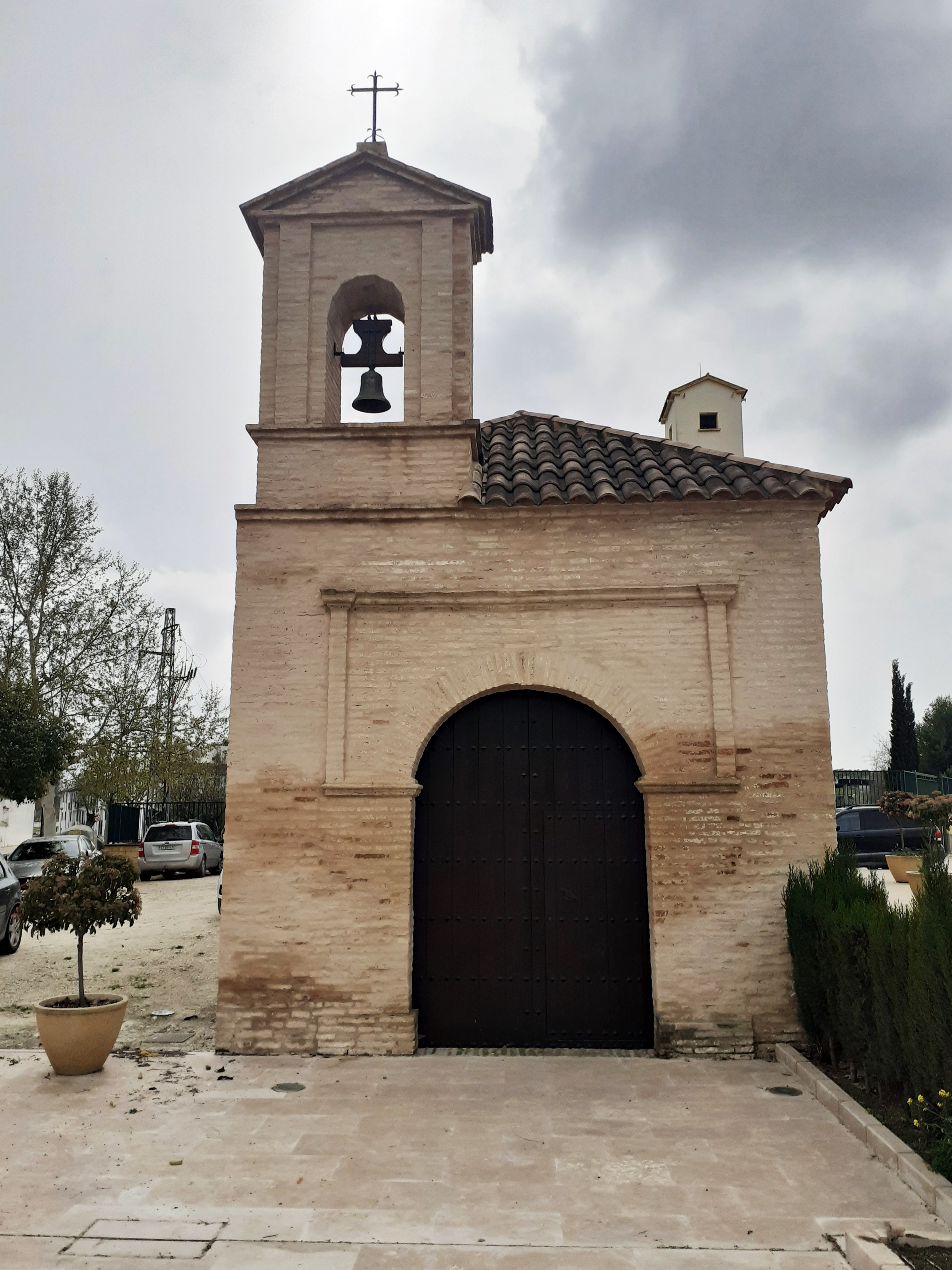
Ermita de la Consolación

La ermita se sitúa en el cerro de la lobera o del calvario, a las afueras de la ciudad. Su primera edificación data de 1580. La planta es de cruz latina y los altares se sitúan bajo arcos de medio punto. Especial mención por su singularidad en la provincia de Córdoba, tanto por la técnica como por las formas empleadas, merece la decoración de yeserías que adornan el friso, las pechinas de la cúpula y el camarín del Cristo, de finales del siglo XVII. En su interior guarda tallas entre las que hay que destacar a Ntro. Padre Jesús Nazareno, Simón Cirineo y la Virgen de los Dolores (todas de Antonio Castillo Lastrucci) y una cruz barroca de plata cincelada para el cristo. Desde el entorno de la ermita se puede disfrutar de hermosas vistas de la campiña bujalanceña, pudiéndose divisar incluso localidades cercanas. 
A la ermita se accede a través de una larga y escalonada calzada (según algunos, antigua calzada romana) en la que se puede admirar un Vía Crucis de piedra y que comienza en el parque de Jesús, a los pies del cerro. Se trata de un parque que en algunas zonas conserva una imagen propia de los años 1920, con árboles centenarios y que es la sede de la Feria Real de septiembre.

### Ermita de la Consolación
Fundada por Gonzalo de Andujar en 1610, situada cerca del edificio del Silo, a las afueras de la localidad, construida en ladrillo macizo. Destaca su cúpula y pinturas interiores. Recuperada de su anterior estado ruinoso en 2019.

### Museo Histórico Local "El hombre y su medio"

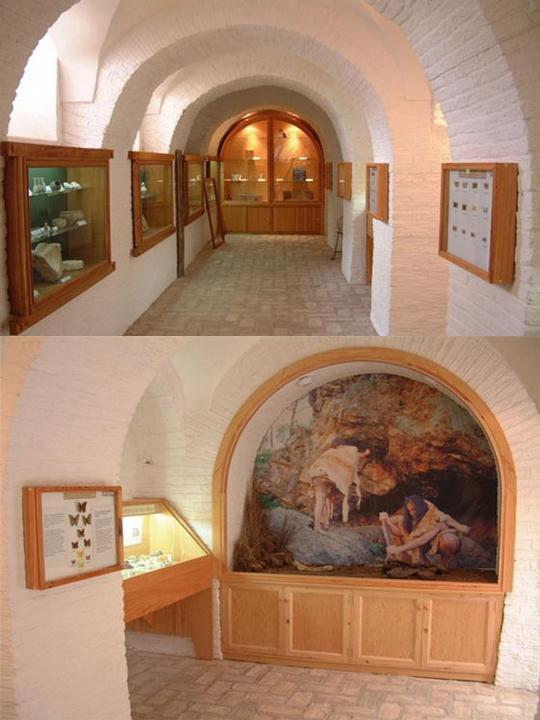
Museo Histórico-Local "El hombre y su medio", Bujalance

Se sitúa en el antiguo pósito municipal, una tercia del siglo XVIII anexa al ayuntamiento. En él se exponen piezas arqueológicas, fósiles, reconstrucciones y maquetas, fotografías, dibujos y animales disecados colocados de forma didáctica para que el visitante se haga una idea de las culturas que han pasado por esta tierra así como su manera de vivir y de relacionarse con el medio natural.
- Colegio de la Milagrosa. Fundado en 1541, Se encuentra junto al lateral de la parroquia de la Asunción. Ha sufrido varias reformas durante los siglos, pero mantiene esa armonía clásica, con aires exteriores barrocos en su espadaña. A día de hoy sigue en uso como colegio concertado bajo la dirección de la Fundación religiosa "Santos Mártires de Córdoba".

### Monumento a Antonio Palomino
Fue construido a mediados del siglo XX en la plazuela que se encuentra en uno de los extremos de la dieciochesca calle Ancha (desde entonces Ancha de Palomino). Se trata de un busto de Antonio Palomino, un pintor de Bujalance, que corona una de las calles más barrocas de la localidad, llena de casas solariegas con escudos de piedra en la fachada. En la actualidad, esta plazuela constituye uno de los lugares más concurridos de la noche bujalanceña, a su alrededor abundan los pubs y bares.

### Monumento a Juan Díaz del Moral
Construido a principios de la década de 1980 en honor al historiador bujalanceño Juan Díaz del Moral, en la plaza que lleva su nombre. Es obra de la escultora japonesa Hisae Yanase.

### Cementerio de San Bartolomé
Construido a mediados del siglo XIX, destaca la portada y el patio principal, de corte romántico, donde yace el poeta bujalanceño Mario López.

### Teatro Español
De estilo arabesco y contiguo a la parroquia de San Francisco, fue construido a mediados del siglo XX en los terrenos de la antigua cárcel. Es el espacio escénico más importante y con más solera de la ciudad y tanto el interior como el exterior están inspirado en el Teatro Góngora de la ciudad de Córdoba, guardándo un enorme parecido con este.

## Política
En la siguiente tabla pueden verse el número de concejales conseguidos por cada formación política en las elecciones municipales del periodo 1979-2019. Elena Alba, alcaldesa en funciones por el Partido Andalucista tras la baja por enfermedad del alcalde Francisco Mestanza durante el periodo 2011-2015, se presentó en 2015 por el Partido Popular. En las elecciones de 2019 y 2023, revalidó el cargo por mayoría absoluta.
| Partido Político                       | 1979 | 1983 | 1987 | 1991 | 1995 | 1999 | 2003 | 2007 | 2011 | 2015 | 2019 | 2023 |
| -------------------------------------- | ---- | ---- | ---- | ---- | ---- | ---- | ---- | ---- | ---- | ---- | ---- | ---- |
| PSOE - Andalucía                       | 3    | 3    | 4    | 6    | 3    | 3    | 5    | 7    | 4    | 5    | 5    | 5    |
| AP/PP                                  | -    | 3    | 4    | 1    | 2    | 2    | 0    | 1    | 1    | 5    | 8    | 8    |
| PCE/IU-LV-CA                           | -    | 0    | 2    | 2    | 3    | 2    | 3    | 1    | 1    | 1    | 0    | -    |
| Con Andalucía                          | -    | -    | -    | -    | -    | -    | -    | -    | -    | -    | -    | 0    |
| VOX                                    | -    | -    | -    | -    | -    | -    | -    | -    | -    | -    | -    | 0    |
| UCD                                    | 4    | -    | -    | -    | -    | -    | -    | -    | -    | -    | -    | -    |
| Agrupación Independiente de Izquierdas | 6    | 7    | 2    | 4    | -    | -    | -    | -    | -    | -    | -    | -    |
| Partido Andalucista                    | -    | -    | -    | 0    | 5    | 6    | 5    | 4    | 7    | -    | -    | -    |
| CDS                                    | -    | -    | 1    | 0    | -    | -    | -    | -    | -    | -    | -    | -    |
| PB                                     | -    | -    | -    | -    | -    | -    | -    | -    | -    | 2    | -    | -    |

## Demografía
Bujalance cuenta con una población de 7134 habitantes (INE 2024).
| Gráfica de evolución demográfica de Bujalance entre 1842 y 2021 |
| |
| Población de derecho según los censos de población del INE Población de hecho según los censos de población del INEEntre el censo de 1877 y el anterior, crece el término del municipio porque incorpora a Morente |

Los datos de la pirámide de población de 2022 se pueden resumir así:
- La población menor de 20 años es el 18,73 % del total.
- La comprendida entre 20-40 años es el 24,2 %.
- La comprendida entre 40-60 años es el 29,08 %.
- La mayor de 60 años es el 28 %.

## Economía
Predomina el sector primario, sobre todo el cultivo del olivar, seguido del trigo, algodón y girasol. En cuanto a la industria, predomina la agroalimentaria, especialmente la que se dedica a la producción de aceite de oliva de muy alta calidad. Se ha dicho de esta localidad que es la ciudad con mayor número de almazaras del mundo. También hay que destacar la industria calderera, muy ligada a la producción de aceite. El aceite de oliva producido en Bujalance estará dentro de la futura Denominación de Origen del Medio Guadalquivir.

### Evolución de la deuda viva municipal
El concepto de deuda viva contempla sólo las deudas con cajas y bancos relativas a créditos financieros, valores de renta fija y préstamos o créditos transferidos a terceros, excluyéndose, por tanto, la deuda comercial.
| Gráfica de evolución de la deuda viva del Ayuntamiento de Bujalance entre 2008 y 2022                                  |
| |
| Deuda viva del Ayuntamiento de Bujalance, en miles de euros, según datos del Ministerio de Hacienda y Función Pública. |

## Patrimonio natural
Aunque las tierras de la campiña bujalanceña han sido explotadas por el hombre desde tiempos remotos por su fertilidad, existen algunos lugares donde se ha conservado en cierta medida el medio natural:
- El arroyo de la Zarzuela: Situado en la carretera de Villa del Río, la CO-292. Aunque en otro tipo de paisaje pudiera ser considerado una simple mancha de árboles, en la campiña sobre explotada es considerado una verdadera isla natural para multitud de especies. Es el único lugar del término municipal donde se conserva una adecuada muestra del bosque mediterráneo que cubría la campiña en su origen y el bosque galería propio de las vías fluviales de ésta. Aunque está rodeado de olivar, las dimensiones de la caja del arroyo y la pendiente de sus bordes han permitido la conservación de este pequeño bosque cuya importancia ecológica es vital, pues sus condiciones de temperatura, humedad y posibilidades de encontrar alimento y refugio hacen que sea el único ambiente de vida de especies que desaparecerían de la campiña si no existiera este lugar.

- En Bujalance existe una de las colonias más importantes de avutardas (una especie en peligro de extinción) de Andalucía. Técnicos del Consejo Superior de Investigaciones Científicas y la delegación de Medio Ambiente de Córdoba han elaborado una propuesta de acciones de conservación para mejorar el hábitat de estas aves esteparias en la zona.

- Por otro lado, existe un entramado de vías pecuarias (algunas son antiguas calzadas romanas), caminos y senderos que permiten adentrarnos andando, en bicicleta o caballo, en el paisaje de la campiña. Un paisaje dominado por el olivar, pero con extensas tierras para el cultivo de herbáceas. Además del mencionado Arroyo de la Zarzuela, los bordes de los caminos, los límites de las fincas y algunas riveras de arroyos son el rescoldo de lo que fue el bosque mediterráneo en la campiña.

## Centros educativos
- EE.PP. Sagrada Familia (SAFA)
- CEA Bujalance
- CEIP Inmaculada del Voto
- CEIP Juan Díaz del Moral
- Colegio concertado La Milagrosa
- IES Mario López
- Escuela municipal de música Tenor Pedro Lavirgen

## Folclore
La pajarona es el cante aflamencao propio de Bujalance. Suena como las trilleras, aunque las letras son más variadas. Las letras son de seguidillas castellanas que se han aflamencado. La zona de las pajaronas se encuentra al suroeste de Jaén y al sureste de Córdoba.

## Artesanía

### Cerámica
Los últimos talleres de alfarería, cuyo origen se remontaba siglos atrás y donde se usaban técnicas seculares, se cerraron en las últimas décadas del siglo XX. La cerámica de Bujalance era de corte sencillo, sin dibujos y del color blanco/amarillento de la tierra de la campiña bujalanceña. Tenía en el cántaro de Bujalance su pieza más singular, la cual se ha convertido hoy en día en un objeto de coleccionista. La mayoría de las demás piezas de alfarería estaban ligadas a las tareas del campo, algunas de las cuales eran piezas singulares de la alfarería bujalanceña.

### Esparto
Los trabajos en esparto, elaborados artesanalmente constituyen uno de los productos artesanales más valorados de Bujalance. Talleres como el de la familia Lavirgen han ido transmitiendo su herencia de artesanos de generación en generación. Entre los productos estrella destacan los relacionados con la recogida de la aceituna, que se han convertido en los de mayor trancendencia histórica y mayor éxito entre lugareños y turistas: espuertas, arguenas, esportones, redes, cerones y persianas.
Otros productos de artesanía bujalanceña son los trabajos de forja, en mimbre, en madera tallada y los jabones y productos de cosmética artesanales.

## Gastronomía
El aceite de oliva virgen extra es el producto estrella en la gastronomía bujalanceña. Los restaurantes locales ofrecen una serie de platos típicos de este lugar:
- Patatas rellenas de Bujalance (ruedas de patata rellenas de carne picada aliñada, emborrizadas en huevo y fritas en aceite de oliva)
- Cholondros (lomo de cerdo en salsa de almendras)
- "Joyo" (cantero de pan con aceite y aceitunas aliñadas, habas o bacalao)
- Cordero a la miel
- Migas con torreznos
- Flamenquines de jamón serrano. (Filetes de cerdo rellenos con jamón serrano y tocino, empanados y fritos en aceite de oliva)
- Cocido bujalanceño
- Morcilla de orza
- Gazpacho de ajo
- Ensalada de naranja, bacalao, aceitunas y aceite de oliva.
- Dulces de masa frita en aceite de oliva: Pestiños, lazos, caracolillos y roscos de naranja.
- Dulces de almendra: Cuajados de Bujalance y almendrados bujalanceños. Recetas ancestrales de origen andalusí.

## Fiestas locales
- 2 de febrero: Día de la Candelaria. Se festeja con hogueras en calles y plazas.
- "La Botijuela": Fiesta que se celebra coincidiendo con el final de la campaña de la recogida de la aceituna.
- Semana Santa: Declarada de Interés Turístico Nacional de Andalucía.
- "Semana Santa Chiquita" celebrada el sábado siguiente al Domingo de Resurrección, conocido como "el día de los más pequeños" donde participan todos los jóvenes de la localidad portando los pasos en mimniatura y con la siempre colaboración del Imperio Romano de la ciudad.
- 1 de mayo: Fiesta del Joyo con Bacalao y Cruces de Mayo. Concurso de Cruces y degustación gratuita de joyos con bacalao y con habas.
- 15 de mayo: Romería de San Isidro Labrador, patrón de Bujalance. Desfile de carrozas artísticas, carros, caballos y romeros acompañando al Santo hasta la finca del Buitrón, donde se hacen comidas de hermandad, y donde es elegida la Romera Mayor; Señorita que representará a la mujer bujalanceña.
- Durante el verano: Verbenas populares en los barrios de la ciudad. Destacan la de San Pedro, celebrada en la plaza de Santa Ana el 29 de junio; la de La Magdalena, celebrada en la plaza mayor. Organizada por la Muy Ilustre y Venerable Hermandad y Cofradía de Ntro. Padre Jesús Nazareno y Ntra Sra. De los Dolores  22 de julio; la de Santiago, celebrada en el barrio de Santa Cruz del 25 de julio y la de San Roque, celebrada en el barrio San Roque el 16 de agosto.
- 11 - 15 de septiembre: Feria Real. Fiesta especialmente atractiva. Por la mañana hay desfile de gitanas y carros de caballos en el real de la feria. Durante el resto del día, diversión en las distintas casetas.
- Septiembre: se celebran las fiestas en honor a la Santísima Virgen de la Cabeza.
- 27 de noviembre: Festividad de la Satísma Virgen de la Medalla Milagrosa y triduo en honor a la misma, organizado por la Cofradía de la Virgen y por el colegio concertado La Milagrosa
- 8 de diciembre: Día de la Inmaculada del Voto, patrona de Bujalance y titular de la Agrupación de Hermandades y Cofradías de la ciudad.

Se renueva el voto por parte del alcalde, en agradecimiento de la intercesión de la Virgen ante la peste en 1679.
las fiestas en honor a la Patrona, commienzan con la presentación de cartel, seguido del solemne besamanos en su honor. la Novena desde el 29 de noviembre hasta el día 7 de diciembre, culminando esta con la Ofrenda literaria o Pregón Patronal en su honor, cada año realizado por un fiel deboto bujalanceño. El 8 de diciembre "día grande" fiesta Solemne, organizada por las distintas Hermandades de pasión y gloria, y cantada por la Coral "Pedro Lavirgen" para culminar en la renovación del Voto; por el alcalde y la tradicional procesión de la Señora por las Barrocas calles de la ciudad.
- Nochevieja: La costumbre en Bujalance, al contrario de otros lugares, es disfrazarse como si se tratara del Carnaval. Normalmente, se disfrazan en grupo.

## Habla bujalanceña
El habla bujalanceña forma parte de las hablas cordobesas de la campiña, dentro del dialecto andaluz. Sin embargo, su situación geográfica entre las provincias de Jaén y Córdoba, entre el norte y el sur campiñés de la provincia de Córdoba y cerca del Guadalquivir hacen que tenga unas características particulares, con influencias tanto del andaluz occidental (por la cercanía del Guadalquivir) como del andaluz oriental (por la cercanía de Jaén):
- Las influencias del andaluz oriental se manifiestan sobre todo en la apertura sistemática de las vocales finales trabadas por s implosiva desaparecida y por la inclusión en el léxico local de múltiples mozarabismos tales como zamarrón (mandil del segador), boga (pan redondo y aplastado), agarbarse, chorcho (altramuz), verdolaga, arrezuz (orozuz, regaliz de palo). También en el léxico se nota la influencia de la zona de Jaén en palabras como serviguera -que se oye también en la zona de Andújar- (escalón de la puerta de la calle).

- Del andaluz occidental, el habla bujalanceña ha tomado la pronunciación aspirada (y en algunos contextos extremadamente relajada) de la /j/ castellana, que suena como la h aspirada inglesa o alemana. Siendo en realidad un residuo del cultismo árabe en la lengua popular bujalanceña. Estaños ante la permanencia del sonido há de la lengua árebe, sonido no asimilado en la gramática de la lengua "castellana" pero plenamente presente en el habla de Bujalance. También propio del andaluz occidental y característica de hablantes bujalanceños es el uso de arcaísmos tales como la conservación de h aspirada etimológicamente proveniente de la f- inicial latina (j(h)acer y sus formas derivadas -j(h)izo, j(h)ace, etc-,j(h)igo, j(h)arto por hacer, hizo, hace, higo, harto, etc) o la conservación entre los hablantes más mayores y de menor sometimiento a estandarización cultural de la forma habemos (más cerca de la forma etimológica latina) por hemos. Una explicación más contundente para explicar la h aspirada es la permanencia del cultismo árabe en la lengua popular bujalanceña , siendo la "ha" del alifato árabe, sonido no reconocido en la gramática española como se ha apuntado antes.

- Propio del habla de la cuenca del Guadalquivir y de las provincias de Huelva, Sevilla y Cádiz (y no tanto del sur de Córdoba) y algo propio del habla bujalanceña es el uso del pronombre ustedes (y desaparición de vosotros) con formas verbales de la segunda del plural en construcciones del tipo ustedes vais (o variantes más rústicas como uhtéh vaih, ohtéh vaih).

- La influencia del habla de la campiña cordobesa se materializa en el seseo sistemático, la distinción entre θ y s no se da nunca entre los hablantes. La s coronal plana o s cordobesa típica de la campiña ya solo se conserva entre los hablantes de género masculino y entre las mujeres más mayores. Los hablantes jóvenes, las mujeres y los hablantes masculinos cultos prefieren la s ápico-coronal plano-cóncava (intermedia entre la s cordobesa y la  s castellana) o la s predorsal o s sevillana (sobre todo entre las mujeres), algo que también empieza a ocurrir en otras localidades de la campiña como Lucena. Por otro lado y a diferencia de lo que ocurre en la campiña, donde en las construcciones pronominales, se usa la forma se (oraciones del tipo vosotros se vais), en Bujalance y localidades fronterizas se usa la forma os (o su variante vulgar sos): ustedes (s)os vais.

- Asimismo, existe sobre todo en el léxico, influencia del norte de la provincia: liá (llave de la siega) o haza (gavilla).

- Por influencia del caló y del habla gitana, se han incorporado palabras al léxico local. Como ejemplo, se puede citar "jiñarse", "gaché" y sobre todo el uso (muy extendido entre los hablantes) del vocativo mare (fem.), pare (masc.) (que denota cariño, amistad, cercanía o empatía) en oraciones del tipo ¿Cómo estás, mare?; ¡Adiós, pare!; ¡Ven aquí, pare! o ¡Ay, que cansada estoy, mare!. Esto último es muy común también en localidades como Jerez de la Frontera o en algunos barrios de Sevilla.

- También se muestra en el habla bujalanceña la pervivencia de algunas palabras procedentes del astur-leonés, introducidas durante la Reconquista y que solo han llegado a cuajar en algunos núcleos de población. Son raros, pero hay ejemplos tales como reguñir (regañar, regañir en portugués) o apulgarse (apulgararse). Otras expresiones, procedentes del castellano antiguo septentrional aún se conservan entre algunos hablantes: velay, velaquí, hogaño, etc.

- Por último, hay que señalar algunos rasgos del andaluz que el habla bujalanceña, como habla andaluza, posee: la pronunciación del grupo st como /T/ alveolar o t inglesa; la pérdida de la d intervocálica (menúo en lugar de menudo), la pérdida de la r intervocálica en el habla vulgar y no culta (paese en lugar de parece); la igualación de l y r implosivas (sarto en lugar de salto, arguno en lugar de alguno), la desaparición del de de posesión (voy a ca María en lugar de voy a casa de María); la ausencia total de laísmo, leísmo o loísmo; léxico compartido con América: abofarse, traste, arrevolver, cachetes (nalgas), etc y un léxico propio del andaluz: gachas (mimos), flama (bochorno), emborrizar, jardazo, chino, chupe, tito (tío), tastarazo, etc.

## Descripciones literarias

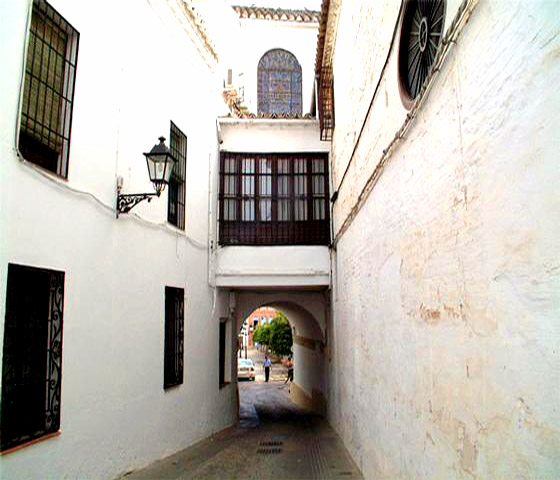
Calleja del Arco, en el casco histórico

- Un pueblo de la provincia de Córdoba de estirpe y de nombre moros.¨(Azorín)
- Garganta y corazón del sur (Mario López)
- Pueblo blanco y señorial, de nobleza labradora, versos y losanges decorados de trigo y barrocos campanarios hechos al descanso de las cigüeñas y los arcángeles, aunque no quede más que una sombra en las ruinas. (Pablo García Baena)
- El pueblo al sol./Cal desnuda./La Parroquia./Los conventos./El castillo./Las dos torres./El arco./El Ayuntamiento./La Plaza./El cielo./El casino./Los labradores./El tiempo... (Mario López).
- Bujalance limita al norte con la pajarona, al sur con un suspiro, al levante con los aceites, y al poniente con el olivo (Enrique Delgado)
- Población decadente cuyo esplendor huido aún custodian dos torres de ladrillo desnudo, nimbadas de dorada nostalgia dieciochesca. (González Anaya)
- Bujalance no tiene otra salida que sus torres de oro y su alto cielo de estrellas para soñar... (Pablo García Baena)
- A Bujalance, Mario López:

DORADA ALMENA CALIFAL ALZADA
FRENTE A HORIZONTES DE SIERRA MORENA.
SOL Y CAMPIÑA Y OLIVAR. SERENA
CIUDAD POR ALTAS TORRES CUSTODIADA.
BUJALANCE, BARROCA Y BLASONADA,
FIEL A SU HISTORIA DE RELUMBRES LLENA
DONDE SU NOBLE INDEPENDENCIA SUENA
A PAZ DE LIBERTAD POR SÍ GANADA.
HISTORIA VIVA EN ECOS YA APAGADOS
DE SU NOMBRE LATENTE EN LA MEMORIA
DE LAS TIERRAS QUE SURCAN SUS ARADOS.
RESCOLDOS DE UN AYER HOY EVOCADOS
AL CABO DE LOS SIGLOS, MUDA GLORIA
DE DÍAS, AUNQUE ACAECIDOS, NO OLVIDADOS...